# 温多夫
温多夫是德国梅克伦堡-前波美拉尼亚州的一个市镇。总面积17.66平方公里，总人口775人，其中男性402人，女性373人（2011年12月31日），人口密度44人/平方公里。